# Колорадо-Сіті (Аризона)
Колорадо-Сіті (англ. Colorado City) — місто (англ. town) в США, в окрузі Могаве штату Аризона. Населення — 2478 осіб (2020).

## Географія
Колорадо-Сіті розташоване за координатами 36°58′12″ пн. ш. 112°59′7″ зх. д. / 36.97000° пн. ш. 112.98528° зх. д. (36.970109, -112.985312). За даними Бюро перепису населення США в 2010 році місто мало площу 26,79 км², з яких 26,77 км² — суходіл та 0,02 км² — водойми.

### Клімат
| Клімат : Колорадо-Сіті                                   | Клімат : Колорадо-Сіті | Клімат : Колорадо-Сіті | Клімат : Колорадо-Сіті | Клімат : Колорадо-Сіті | Клімат : Колорадо-Сіті | Клімат : Колорадо-Сіті | Клімат : Колорадо-Сіті | Клімат : Колорадо-Сіті | Клімат : Колорадо-Сіті | Клімат : Колорадо-Сіті | Клімат : Колорадо-Сіті | Клімат : Колорадо-Сіті | Клімат : Колорадо-Сіті |
| Показник                                                 | Січ.                   | Лют.                   | Бер.                   | Квіт.                  | Трав.                  | Черв.                  | Лип.                   | Серп.                  | Вер.                   | Жовт.                  | Лист.                  | Груд.                  | Рік                    |
| Абсолютний максимум, °C                                  | 21,1                   | 25,6                   | 30,6                   | 32,2                   | 36,1                   | 40,6                   | 42,2                   | 40,6                   | 36,7                   | 33,3                   | 26,7                   | 20,6                   | 42,2                   |
| Середній максимум, °C                                    | 9,3                    | 12,1                   | 14,9                   | 19,3                   | 24,6                   | 30,7                   | 33,6                   | 32,2                   | 28,6                   | 22,5                   | 14,8                   | 10,2                   | 21,1                   |
| Середній мінімум, °C                                     | −4,9                   | −2,3                   | −0,2                   | 2,9                    | 7,7                    | 12,5                   | 16,2                   | 15,5                   | 11,6                   | 5,2                    | −1,1                   | −4,9                   | 4,9                    |
| Абсолютний мінімум, °C                                   | −22,8                  | −20                    | −14,4                  | −10,6                  | −5,6                   | −2,2                   | 6,1                    | 7,8                    | −1,7                   | −14,4                  | −17,2                  | −22,8                  | −22,8                  |
| Норма опадів, мм                                         | 36                     | 36                     | 43                     | 23                     | 18                     | 10                     | 33                     | 41                     | 29                     | 26                     | 29                     | 20                     | 344                    |
| Днів з опадами                                           | 5,7                    | 6,2                    | 7,0                    | 4,0                    | 3,6                    | 2,1                    | 5,5                    | 6,6                    | 4,2                    | 4,7                    | 4,5                    | 4,4                    | 58,5                   |
| Днів зі снігом                                           | 2,5                    | 2,2                    | 2,1                    | 0,7                    | 0,1                    | 0,0                    | 0,0                    | 0,0                    | 0,0                    | 0,1                    | 1,0                    | 1,7                    | 10,4                   |
| -------------------------------------------------------- | ---------------------- | ---------------------- | ---------------------- | ---------------------- | ---------------------- | ---------------------- | ---------------------- | ---------------------- | ---------------------- | ---------------------- | ---------------------- | ---------------------- | ---------------------- |
| Джерело: National Oceanic and Atmospheric Administration |                        |                        |                        |                        |                        |                        |                        |                        |                        |                        |                        |                        |                        |

## Демографія
Згідно з переписом 2010 року, у місті мешкала 4821 особа в 575 домогосподарствах у складі 528 родин. Густота населення становила 180 осіб/км². Було 599 помешкань (22/км²).
Расовий склад населення:
| - 99,5 % — білих - 0,1 % — чорних або афроамериканців |

До двох чи більше рас належало 0,2 %. Частка іспаномовних становила 0,6 % від усіх жителів.
За віковим діапазоном населення розподілялося таким чином: 63,5 % — особи молодші 18 років, 34,7 % — особи у віці 18—64 років, 1,8 % — особи у віці 65 років та старші. Медіана віку мешканця становила 12,6 року. На 100 осіб жіночої статі у місті припадало 91,5 чоловіків; на 100 жінок у віці від 18 років та старших — 79,4 чоловіків також старших 18 років.
Середній дохід на одне домашнє господарство становив 48 991 долар США (медіана — 30 150), а середній дохід на одну сім'ю — 50 108 доларів (медіана — 30 700). За межею бідності перебувало 51,5 % осіб, у тому числі 63,1 % дітей у віці до 18 років та 0,0 % осіб у віці 65 років та старших.
Цивільне працевлаштоване населення становило 949 осіб. Основні галузі зайнятості: будівництво — 17,6 %, роздрібна торгівля — 15,3 %, освіта, охорона здоров'я та соціальна допомога — 13,3 %, сільське господарство, лісництво, риболовля — 11,7 %.

## Галерея

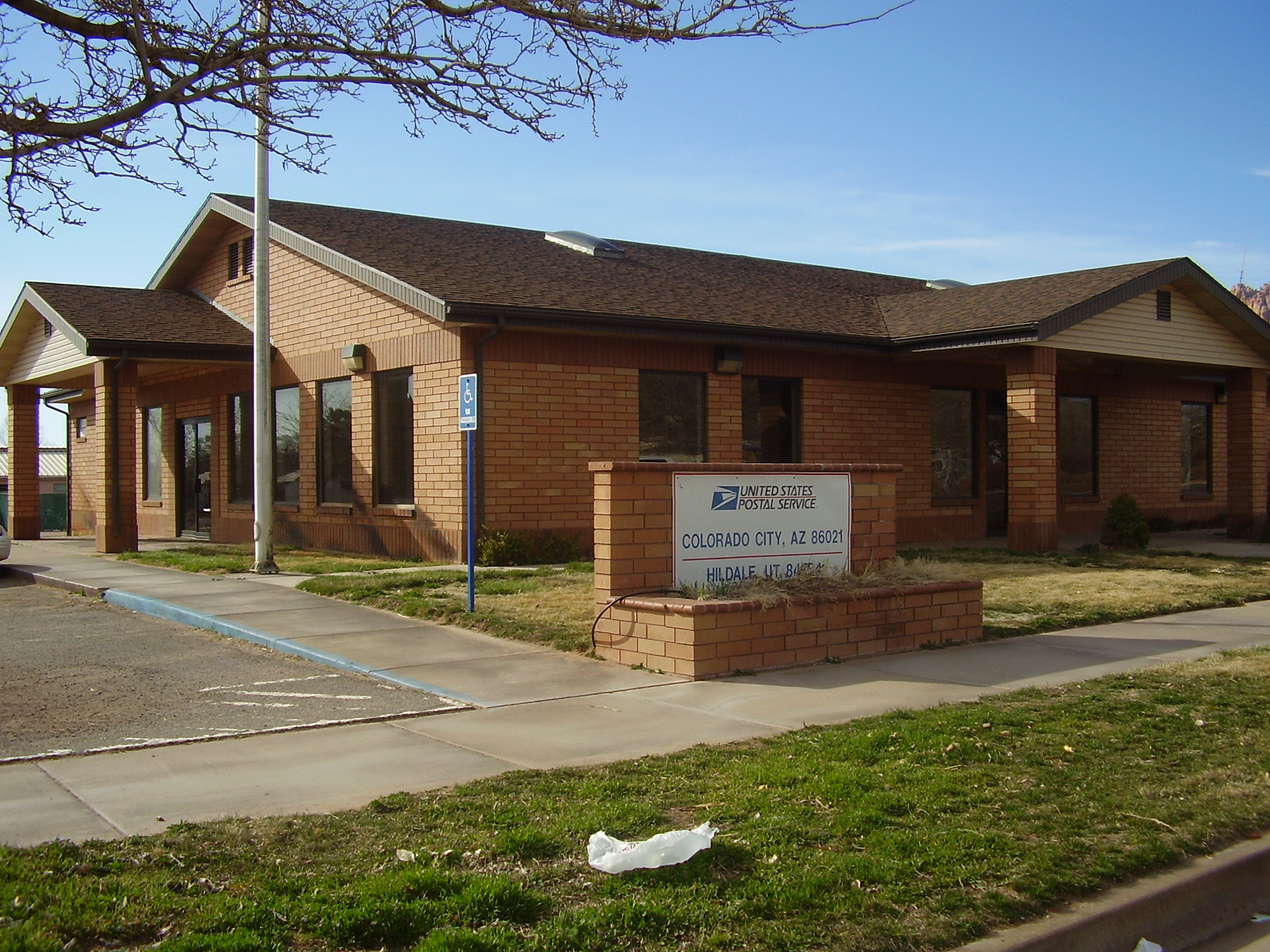
Пошта
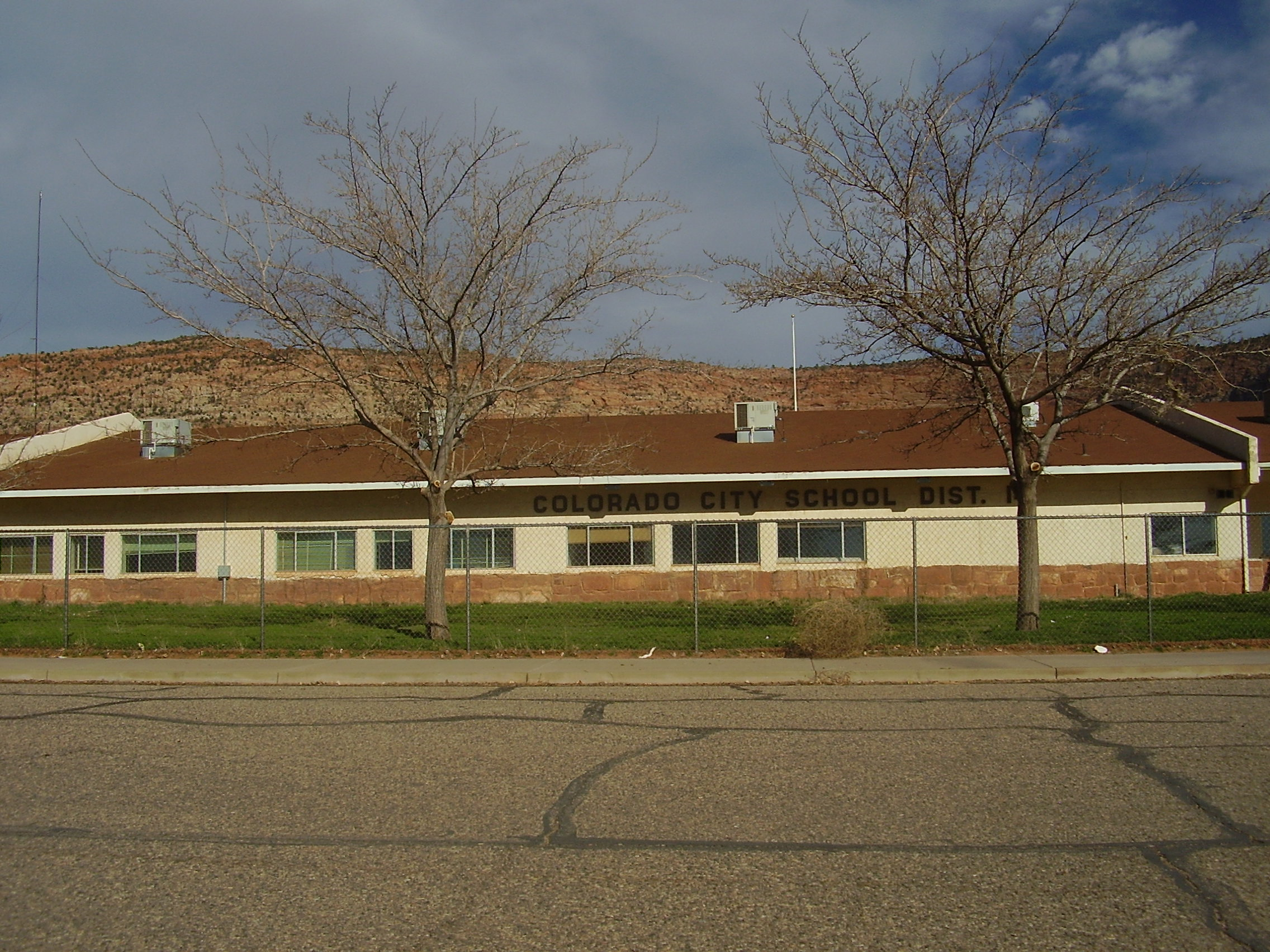
Школа